# アイソザイム
アイソザイム（Isozyme；アイソエンザイム Isoenzymeともいう）とは、酵素（enzyme）としての活性がほぼ同じでありながら、タンパク質分子としては別種である（アミノ酸配列が異なる）ような酵素をいう。生化学においては、アイソザイムは酵素のアイソフォームである。

## 解説
アイソザイムについて厳密には、全く別の遺伝子に由来する狭義のアイソザイムと、同じ種類の遺伝子（ただし別の個体の遺伝子、または同一個体中の対立遺伝子であって、配列がわずかに異なる）に由来するアロザイム（Allozyme）に分けられるが、いずれもまとめてアイソザイムと呼ぶことが多い。
狭義のアイソザイムには、個体の発達に伴って比率が変化する（例えば乳児と成人とで種類が異なる）ものもある。
また血液中の酵素には疾患によってアイソザイムの比率が変化するもの（代表的なものとして逸脱酵素の乳酸脱水素酵素(LDH)など）もあり、アイソザイムの分析は疾患の種類や部位を特定する上で重要である。
アイソザイム分析法としては、酵素阻害剤による活性の変化、分子量や等電点（電気泳動を用いる）、抗原抗体反応によるものなどが用いられる。
アイソザイムは遺伝子型を反映しているので、間接的な“遺伝子マーカー”として利用できる。そのためアイソザイム分析は、1960年代以降、生物の分類や、個体・個人の遺伝的性質に関する研究などに盛んに用いられた。また多数の個体をまとめて電気泳動にかけて分析することで遺伝子頻度の計算が比較的容易に可能であるため、集団遺伝学のツールとしても盛んに用いられている。現在では、より直接的に目的の遺伝子DNAまたは遺伝子マーカーを調べる方法（分子分類学、DNA鑑定など）にとって代わられつつある。